# E (rivière)

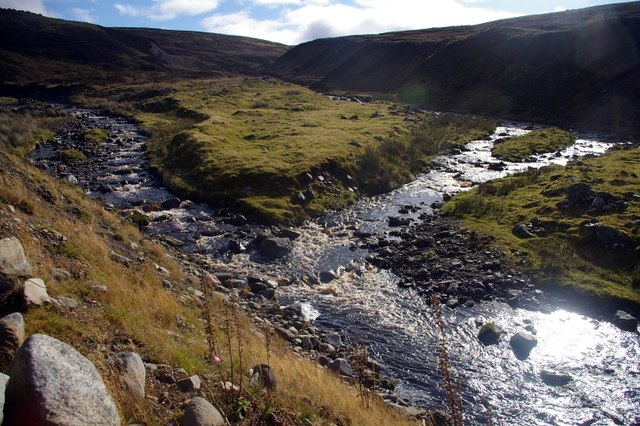
Confluence avec la Allt a' Ghille Charaich.

La Rivière E est une rivière dans les Highlands de l’Écosse. Elle prend sa source dans le nord-ouest de la Monadh Liath, vers le sud-est du Loch Ness, continue dans la direction nord-ouest sur environ 10 km, avant de se jeter dans le Loch Mhòr,,.

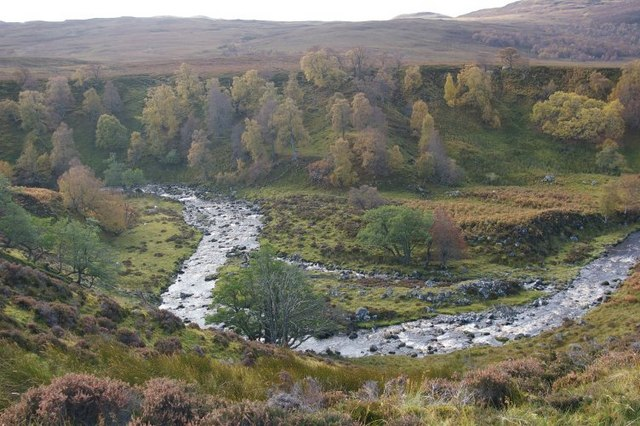
Une courbe en fer à cheval dans la rivière E.

La rivière a une petite centrale hydro-électrique. Ce système d'hydroélectricité au fil de l'eau a une capacité de 3 MW et est exploité par RWE Npower. La construction du projet a débuté en 2006 et il a été mis en service en 2007.

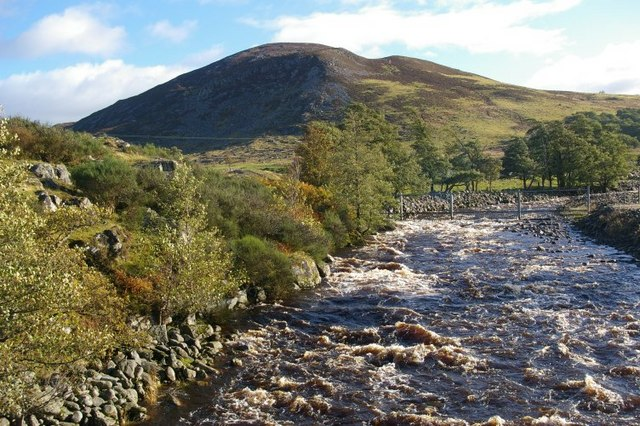
Vue le long de la rivière E.

La Rivière E est un des hydronymes les plus courts au Royaume-Uni, et elle fait partie des noms de lieux les plus courts dans le monde.